# Eriocnemis mosquera
Eriocnemis mosquera là một loài chim trong họ Trochilidae.
Loài chim này được tìm thấy ở Colombia và Ecuador. Môi trường sống tự nhiên của chúng là rừng núi ẩm nhiệt đới hoặc cận nhiệt đới.